# Myzostoma brachiatum
Myzostoma brachiatum is een ringworm uit de familie Myzostomatidae.
Myzostoma brachiatum werd in 1877 voor het eerst wetenschappelijk beschreven door Graff.